# Пищальникова, Вера Анатольевна
Ве́ра Анато́льевна Пища́льникова (род. 23 декабря 1950, Хабаровский край) — российский лингвист, доктор филологических наук, профессор, член-корреспондент Академии наук высшей школы. Заслуженный работник высшей школы Российской Федерации.

## Биография
В 1975 году защитила кандидатскую диссертацию «Вопросы общего языкознания в трудах академика А. А. Шахматова», в 1992 году — докторскую диссертацию «Проблема смысла поэтического текста. Психолингвистический аспект». Профессор кафедры общего и сравнительного языкознания Московского государственного лингвистического университета. Председатель совета по защитам докторских диссертаций ДМ 212.005.01. при Алтайском государственном университете (1992—2004).
Редактор ежегодника «Языковое бытие человека и этноса: психолингвистический и когнитивный аспекты» (выходит с 1993 года), главный редактор журнала «Этнопсихолингвистика». Член редколлегии реферативного журнала ИНИОН «Языкознание в России и за рубежом», журналов «Русский язык в школе», «Мосты», а также международного журнала «Russian Journal of Communication» (США). Входила в состав редакционного совета журнала «Филология и человек» (АлтГПУ).
Редактор хрестоматий по психолингвистике и когнитивной лингвистике. Лауреат Демидовской премии[уточнить] за участие в создании «Словаря русских говоров Алтая».

## Научная деятельность
В. А. Пищальникова — специалист в области психолингвистики, исследующая проблемы методологии, понимания вербальных сообщений, психопоэтики, этнопсихолингвистики, развивающая взгляды А. А. Леонтьева. Разработала теорию смысловой доминанты текста и теорию интегрального психологического значения, предложив оригинальное понимание концепта. Под руководством В. А. Пищальниковой выполнено 85 кандидатских и 16 докторских диссертаций, внесших серьёзный вклад в разработку проблем российской теории речевой деятельности. Монографические исследования посвящены проблемам понимания художественного текста, методологическим проблемам психолингвистики и общего языкознания.

### Основные работы
Автор более 460 научных публикаций.
- Пищальникова В. А. Концептуальный анализ поэтического текста. Барнаул, 1991. 88 с.
- Пищальникова В. А. Проблема идиостиля. Психолингвистический аспект. Барнаул, 1992. 73 с.
- Пищальникова В. А. Проблема смысла художественного текста: психолингвистический аспект. Барнаул, 1992. 190 с.
- Пищальникова В. А., Сорокин Ю. А. Введение в психопоэтику. Барнаул: Изд-во Алт. гос. ун-та, 1993. 211 с.
- Пищальникова В. А. Психолого-юридическое содержание судебного процесса и судебных речей в суде с участием присяжных заседателей. Барнаул, 1998.
- Пищальникова В. А., Герман И. А. Введение в лингвосинергетику. Барнаул, 1999.
- Пищальникова В. А., Гаврилин Г. Г. Объективизация доказательств в суде с участием присяжных заседателей. Барнаул, 2001.
- Пищальникова В. А. Психопоэтика. Барнаул, 1999.
- Пищальникова В. А. Общее языкознание. М., 2003.
- Пищальникова В. А., Чернова М. А. Ритмомелодическая структура текста как репрезентант эмоционально-смысловой доминанты. М.-Горно-Алтайск, 2003.
- Пищальникова В. А. История и теория психолингвистики. Ч. 1. М., 2005.
- Пищальникова В. А. История и теория психолингвистики. Ч. 2. Этнопсихолингвистика. М., 2007. 208 с.
- Пищальникова В. А., Сонин А. Г. Общее языкознание. Ч. 1. Основные проблемы. М.: Академия ФСБ России, 2009.
- Пищальникова В. А., Сонин А. Г. Общее языкознание. Ч. 2. Актуальные проблемы. М.: Академия ФСБ России, 2009.
- Пищальникова В. А., Сонин А. Г. Общее языкознание. М.: Академия, 2009. 448 с.
- Пищальникова В. А. История и теория психолингвистики. Ч. 3. Психопоэтика. М.: АСОУ, 2010. 144 с.
- Пищальникова В. А. Сонин А. Г., Тимофеева М. К. Современные парадигмы языкознания. М.: АСОУ, ИНИОН РАН, 2010. 72 с.
- Баженова И. В., Пищальникова В. А. Актуальные проблемы лингвистической безопасности. М.: Юнити-Дана, 2015. 151 с.
- Пищальникова В. А. История и теория психолингвистики. М.: «Р.Валент», 2021. 488 с.
- Пищальникова В. А., Сонин А. Г. Общее языкознание. Часть 1. Изд. 2. М.:"Р.Валент", 2019. 480 с.
- Пищальникова В. А., Сонин А. Г. Общее языкознание. Часть 2. М,: «Р.Валент», 2019. 296 с.
- Пищальникова В. А., Сонин А.Г. Общее языкознание. Часть 3. Лингвистика в междисциплинарных исследованиях языка и речи. М.: «Р.Валент», 2021. 416 с.
- Пищальникова В. А., Дубкова О. В., Цун Фэнлин, Яо Чжипэн. Картина мира китайцев: теория и практика научного исследования. М.: «Р,Валент», 2020. 240 с.
- Пищальникова В. А. и др. Ассоциативный эксперимент: теоретические и прикладные перспективы психолингвистики. М.: «Р.Валент», 2019. 200 с.
- Пищальникова В. А. и др. Ассоциативный двуязычный словарь базовых ценностей. М.: Спутник+, 2020. 230 с.
- Пищальникова В. А. и др. Психолингвистический эксперимент и исследование идентичности. М.: Спутник+, 2021. 110с.